# Saskatchewan Highway 135
Highway 135 je silnice v kanadské provincii Saskatchewan. Vede od silnice Highway 106 k obci Sandy Bay. Je asi 121 km (75 mil) dlouhá.
Highway 135 je propojena s přístupovou silnicí k jezeru Jan (jezero) poblíž provinční rekreační oblasti Jan Lake, 7 km severně od silnice Highway 106. Také prochází skrze obec Pelican Narrows a indiánskou rezervací Peter Ballantyne Cree Nation.